# MMXII (album)
MMXII è il quattordicesimo album in studio del gruppo musicale post-punk inglese Killing Joke, pubblicato nel 2012.

## Tracce
1. Pole Shift – 8:56
2. Fema Camp – 5:02
3. Rapture – 4:15
4. Colony Collapse – 5:04
5. Corporate Elect – 4:00
6. In Cythera – 4:29
7. Primobile – 4:44
8. Glitch – 4:48
9. Trance – 6:09
10. On All Hallow's Eve – 3:21

## Formazione
- Jaz Coleman - voce, sintetizzatore
- Kevin "Geordie" Walker - chitarra
- Martin "Youth" Glover - basso, sintetizzatore, chitarra
- Paul Ferguson - batteria